# الیردال
الیردال (به انگلیسی: Allerdale) یک منطقه غیر کلانشهری در بریتانیا است که در کامبریا واقع شده‌است.